# Retrato de un joven (Botticelli, Washington)
Retrato de un joven es una pintura del artista italiano Sandro Botticelli. Data de principios de la década de 1480, probablemente del período 1482-1485. Está realizada con la técnica de la pintura al temple sobre madera de álamo.

## Procedencia y conservación
La primera noticia sobre la procedencia de la obra se remonta al siglo XIX, cuando se encontraba en París en la colección del conde de Pourtalès-Gorgier. Pasó después por diversas manos hasta ser comprada en 1936 por el A.W. Mellon Educational and Charitable Trust, que la donó al año siguiente a la Galería Nacional de Arte de Washington, D. C., donde se conserva desde entonces.

## Atribución
El historiador del arte Bernard Berenson atribuyó este trabajo a Botticelli en 1922.